# سلسفي كريتي
السلسفي الكريتي (باللاتينية: Scorzonera cretica) نوع نباتي ينتمي إلى جنس السلسفي من الفصيلة النجمية.